# Францішек Нітославський
Францішек Ксаверій Нітославський (пол. Franciszek Ksawery Nitosławski, 1680, м. Станиславів, нині Івано-Франківськ — 1755) — урядник та військовий діяч Речі Посполитої.

## Життєпис
Народився 1680 року в м. Станиславів (нині Івано-Франківськ, Україна). Походив із заможного польського шляхетського роду Нітославських гербу Доленга. Син Павла Нітославського, бургграфа вінницького, полковника коронних військ.
1730 року отримав посаду ловчого холмського. Наприкінці 1720-х років призначається гродським суддею м. Києва. За заповітом батька завершив фінансування будівництва костелу тринітаріїв у Станіславі, який було освячено у 1732 році.
У 1738 році стає підвоєводою Київським. На цій посаді намагався активно боротися з гайдамацьким рухом. Для цього налагоджував стосунки з кошовими отаманами Запорозької Січі, зокрема Семеном Єремієвичем та Якимом Ігнатовичем. У 1740 році отримав під опіку село Яроповичі.
У 1753 році брав участь (разом з повітовим суддею Лукашем Богдановичем) у розслідуванні справи щодо нібито викрадання і вбивства житомирськими євреями-орендарями сина шляхтича Студзенського. Усіх було визнано винними, з яких 6 четвертовано.
Помер Францішек Нітославський у 1755 році, ймовірно у Житомирі. Його було поховано в крипті костелу тринітаріїв у Станиславові.

## Родина
Дружина — Ельжбета Куницька. Діти:
- Сини Антоній, Юзеф та Лукаш померли молодими, не залишивши потомства
- Уршуля (1710-), дружина Станіслава Щеньовського
- Йоанна-Катаржина (1720-д/н), дружина Антонія Урсина-Прушинського гербу Равич